# Historia de la provincia de Corrientes

Bandera de la Provincia de Corrientes.

La Provincia de Corrientes es uno de los 23 actuales estados provinciales de la República Argentina. Declaró su autonomía provincial en 1814, fue uno de los estados provinciales fundadores de la Confederación Argentina, participó activamente en la vida política del Río de la Plata desde el siglo XVII, promovió y adhirió a la Declaración de independencia de la Argentina. Se levantó en armas durante las guerras civiles argentinas por el bando Federal, se opuso al régimen de Juan Manuel de Rosas, colaboró en la elaboración y sanción de la Constitución de la Nación Argentina.

## Poblamiento
El territorio correntino estaba habitado por varias tribus cazadoras, recolectoras como los Kaingang, los Cáras (quienes pertenecían al tronco láguido) y por los Charrúas del tronco Pámpido. Sin embargo, ambos grupos se encontraban ya muy influenciados por los Guaraníes, a tal punto que les impusieron parte de su lenguaje y hasta la práctica de la alfarería y la horticultura propia de estos últimos.
Tanto los Kaingang como los Charrúas habían ingresado a la región hacia el 6000 a. C., mientras que los Guaraníes lo hacían hacia el 500 a. C., provenientes de la región amazónica, para ubicarse en los márgenes del río Paraná y Uruguay. Desde allí y como producto de su organización comunal (en tekoá Guazú o grandes aldeas), comenzaron un proceso de influencia hacia las demás tribus, generando una "guarinitización".
Estos realizaban una economía basada en la horticultura, que había sido asimilada desde su estadía en el Amazonas y que los convertía en grupos semi – sedentarios, en razón de tener que practicar el sistema de roza y quema (quemando una parcela de terreno para que las cenizas fertilicen el suelo) teniendo que emigrar cuando los nutrientes se agotaban, para dejar que la tierra se reconstituyera naturalmente.
Esta característica hace que el guaraní posea un gran respeto por la naturaleza, ya que, para satisfacer sus necesidades vitales, era indispensable que no la depredase indiscriminadamente. En este sentido, mantuvieron el equilibrio necesario para no deteriorar el ambiente, logrando una simbiosis entre el hábitat y el habitante, que luego incorporaron a su cosmovisión a través de la identificación de dioses con elementos zoomorfos dotados de ánima o espíritu.

## Etnias precolombinas
El territorio correntino presentaba hacia finales del siglo XIV, una diversidad étnica sustantiva, que iría cambiando con la llegada de los Guaraníes provenientes del Mato Grosso que iban bajando en oleadas migratorias desde el Amazonas.

### Etnias

#### Caingang
Étnicamente emparentadas con los charrúas(o bien, y en discrepancia, diferenciándose entre sí por su origen troncal: caingang: láguido y charrúa: pámpido). Integrado por: cainaroes; yaroes o yares; gualachies; guaiquirares; cupizales; eguaros; chanaes salvajes.
Localización: Principalmente al sur del río Corrientes e interior de las provincias de Misiones, Corrientes, Entre Ríos

#### Abipones
Los abipones fueron una etnia amerindia, del conjunto pámpido y de la familia lingüística de los guaycurúes, estrechamente emparentados con tobas, mocovíes, pilagás, payaguás y mbayás. También fueron conocidos (del mismo modo que los tobas) como los frentones debido a la manera de rasurarse el cabello hasta la mitad de la cabeza. Su lengua formó parte de la familia lingüística mataco-guaycurú, guardando una mayor cercanía con el mocoví.
Habitaron la región costera occidental de Corrientes, en el curso medio del río Paraná. Vivían de la caza y la recolección.

#### Chaná  (o Chaná Timbú)
La nación Chaná estaba integrada por mocoretáes, calchines, quiloazas, corondas, timbúes, caracáes, chanáes y beguaés, entre otros. Grupo étnico: chaná-charrúa.
Localización: ambas costas del Paraná (Mocoretá, sur de Correntino, Entre Ríos, Santa Fe hasta el norte de la Provincia de Buenos Aires)

#### Charrúas
Tronco pámpido. Localización: Sur de Corrientes y Entre Ríos. Este nombre, en guaraní, significa revoltoso, antojadizo. Se subdividían en yaros, minuanes, martidanes y guenoas. Este grupo se caracterizó por ser sumamente belicoso y resistente a todo cambio, características que se tradujeron en el hecho que sus integrantes fueron los últimos en desaparecer. La guerra fue su principal actividad. Se dedicaron a la caza, pesca y recolección, trabajaron la piedra y puntas de flecha. Se ubicaron en la región central de la provincia de Entre Ríos y opusieron una tenaz resistencia a los colonizadores. Eran nómades.

#### Caracarás
Los Caracarás tenían características y costumbre bárbaras, vivían en los esteros y bosques. Eran como los Timbués, indígenas de buena estatura (altos) y de contextura fornida.

#### Mocoretá
Los Mocoretá, más arriba de los timbúes y los quiloazas, pero en la costa este del Paraná, muy buenos pescadores y cazadores de nutrias.

#### Mepenés
Los Mepenés, que eran muy belicosos y algunos sostienen que eran los ascendientes de los abipones. Los encontramos también en el Iberá.

### Guaraníes
La provincia de Corrientes abarca, grosso modo, la región que los guaraníes, antiguos habitantes de la zona, denominaban Taragüí (lagartija, por la abundancia de ellas en el territorio). Es difícil determinar exactamente de cuando data la población de este territorio por los guaraníes nómadas, pero es probable que llegaran a él, siguiendo los cursos fluviales, a mediados del I milenio a. C., tras la escisión que separó a los tupí hablantes de ñe'engatu de los guaraníes propiamente dichos.
Los primitivos correntinos se establecieron a lo largo de la costa del Paraná, formando comunidades seminómadas, que perdurarían hasta bien entrada la época colonial. Mantuvieron relaciones hostiles con otros de sus habitantes, los belicosos charrúas (pámpidos), que luego dieron origen a la provincia de Entre Ríos en la Argentina y a la República Oriental del Uruguay. 
En tiempos anteriores a la llegada de los españoles, una parte del territorio correntino estaba poblado por indígenas que los guaraníes llamaban gualachíes, que parecen haber sido una fracción de los yaros. Estos eran una rama de la etnia káingang. Ya habían sido expulsados hacia el este del río Uruguay para la época de la llegada de los conquistadores.
Cuando llega el español, la vida guaraní se alteró profundamente, las creencias debieron abandonarse o mixturarse con las creencias cristianas.
A partir de ese momento la religión del conquistados transmitió imágenes y prácticas a los aborígenes, quienes agrupado en encomiendas y misiones, las asimilaron sin que varias de las viejas creencias animistas propias desaparezcan sino, por el contrario, dando origen a una rica gama de mitos y leyendas surgidas del sincretismo religioso que caracterizó desde entonces al "correntino mestizo".

## Colonización española
En diciembre del año 1527, Sebastián Gaboto, navegante veneciano al servicio de España, descubrió el río Paraná y el 31 de marzo de 1528, el río Paraguay, siendo por lo tanto, el primero que avistó la costa oeste de Corrientes.
Cuando se concedió a Pedro de Mendoza el adelantazgo en la Región del Río de la Plata, por las Capitulaciones celebradas entre él y el rey de España, Corrientes vino a quedar dentro de los territorios que se le otorgaban.
La ciudad de Corrientes fue fundada por el Adelantado Juan Torres de Vera y Aragón con el auxilio de Alonso de Vera y Aragón, el Tupí, y Hernando Arias de Saavedra —Hernandarias— el 3 de abril de 1588. El Adelantado necesitaba hacerlo para cumplir las capitulaciones de su cargo; como estación de paso entre Asunción del Paraguay y Buenos Aires, el crecimiento de la región se vio favorecido. Torre de Vera y Aragón no permaneció en la nueva fundación, ya que siguió viaje a España para lograr la ratificación de su cargo. Común pero errónea es la afirmación de que su fundador bautizó a la ciudad como San Juan de Vera de las Siete Corrientes; el acta de la fundación registra simplemente el de Ciudad de Vera, ampliado con el tiempo para honrar al patrono del fundador y luego apocopado en su forma actual. 

En el nombre de la Santísima Trinidad, Padre y hijo y espíritu Santo, tres personas y un solo Dios verdadero y de la Santísima virgen maría, su madre, y del Rey don Felipe Nuestro Señor; yo el Licenciado Juan de Torres de Vera y Aragon adelantado gobernador y capitan general y justicia mayor y alguacil mayor de todas estas provincias del Río de la Plata por su magestad en cumplimiento de la capitulacion que hizo el adelantado Juan Ortiz de Zárate, caballero de la horden de Sr. Santiago mi suegro con su Magestad de que poblaria ciertos pueblos en estas provincias como mas largamente se contiene en la dicha capitulacion á que me refiero en cumplimiento de ella fundo y asento y Pueblo la Ciudad de Vera en el sitio que llaman de las siete corrientes provincia del paraná y el tape con los limites y terminos siguientes de las ciudades de la Asumpcion, de la Concepcion de buena esperanza, Santa fée y San Salvador, ciudad real Villa Rica del espíritu Santo, San Francisco y beaça en la costa del mar del Norte por agora y para siempre jamás en el entre tanto que S.M. ó por mi otra cosa sea mandado en su Real nombre la cual dicha parte parece ser mejor y buen sitio donde la gente pueda estar y poblar por tener como tiene tierras de labor, leña, pesquerías, caza, aguas é pastos, montes para sustentación de los dichos poblados y de sus ganados para la perpetuación de dicha ciudad con muchas tierras para estancias para repartir á los pobladores y vecinos de ella como S. M. lo manda por sus reales cédulas (...)
Parte del Acta de fundación de Corrientes

Los pobladores iniciales fueron 62 criollos y españoles procedentes de Asunción, a los que se sumaron otros 86 llegados de la ciudad de Concepción de Buena Esperanza. El mismo movimiento dio origen ese año a Santa Ana de los Guácaras, Itatí y Santa Lucía, cuyos pobladores se tomaron en su gran mayoría de la población amerindia local.
El límite sur de la jurisdicción del cabildo de Corrientes alcanzaba hasta donde se iniciaba el del cabildo de Santa Fe, que había sido fijado el 15 de noviembre de 1573 en su acta de fundación 50 leguas ... por la parte del camino del Paraguay hasta el Cabo de los Anegadizos y chicos ... que corresponde a un punto cercano a la desembocadura del río Santa Lucía. Debido a los continuos problemas limítrofes el 9 de junio de 1675 se colocó un mojón al sur de la desembocadura de ese río, y luego otros, entre ellos uno al norte de la desembocadura del arroyo Batel en el río Corrientes.
El tema de la fundación de Corrientes ha generado diversas cuestiones controvertidas, como la individualización de su verdadero fundador, la determinación del lugar preciso en que se trazó la ciudad y la autenticidad del Milagro de la Cruz, hecho sostenido por la tradición y fuertemente arraigado en la sociedad, a lo que agregamos también la falta de unidad interpretativa sobre el origen toponímico de “Siete Corrientes”.
¿Fueron las Siete Puntas pedregosas un accidente orográfico suficiente para referenciar la navegación del río o, contrariamente, la desembocadura de los seis cursos de agua en el Paraná es el origen de la nomenclatura de las Siete Corrientes?
Las interpretaciones pueden ser en uno u otro sentido. En el Acta fundacional del 3 de abril de 1588, Torres de Vera y Aragón afirma que: “fundo y asiento y pueblo la ciudad de Vera en el sitio que llaman de las Siete Corrientes, provincia de Paraná y Tapé…”.
¿El fundador se refería las Siete Corrientes a un punto o a un área territorial?
No existe documentación contundente para establecer las razones exactas de la denominación “Siete Corrientes” a la región donde se asentó en 1588 la Ciudad de San Juan de Vera. Existen registros y referencias divergentes, no unívocas ni coincidentes. Existen dos interpretaciones diferentes:
La primera que sostiene que la toponimia deriva de las “siete corrientes” que generan las aguas del río Paraná al impactar con las siete puntas pedregosas que sobresalen en la costa izquierda en una longitud de varios kilómetros donde -de norte a sur- se las identifican como Aldana, Yatigtá, Araza o Batería, San Sebastián, Tacurú, Tacuaras, Arazaty. Estas son muy diferentes entre sí, varían su tamaño y su preeminencia en la extensión entre la primera y la última.
Algunos historiadores dan por origen de las siete corrientes a las puntas de piedras que sobresalen en el margen izquierda del Paraná como generadoras de las corrientes y de allí el nombre de las Siete Corrientes. Entre ellos Manuel Florencio Mantilla, que sostiene que el sitio de las Siete Corrientes situado a corta distancia de la unión de los ríos Paraná y Paraguay fue dado “porque el terreno hacía siete puntas, que salían al río, en las cuales las corrientes del Paraná eran más fuertes”. Mantilla sigue a Juan de Rivadeneyra quien en su “Relación de las provincias del Río de la Plata”, argumenta eso mismo.
Otra interpretación es la que sostiene que la denominación de Siete Corrientes deriva de las corrientes de diversos ríos y riachos que desembocan en el río Paraná; cuatro desde el territorio chaqueño, dos brazos del río Paraguay -una llamado Ancho y otro Paraguay propiamente- que sumadas al gran cauce del Paraná constituyen las siete Corrientes. 
En su obra “Historia del Paraguay, Río de la Plata y Tucumán” del P. Guevara de la Compañía de Jesús, manifiesta claramente que: (El fundador) “a la ciudad denomina San Juan de Vera; pero hoy suena poco ese nombre, y ha prevalecido el de Siete Corrientes, por otras tantas que parece dividirse el río”. El sacerdote jesuita deja entender que el nombre deriva de las divisiones del río; no refiere a puntas.
En un Informe de Juan de Rivadeneyra a Felipe II en 1581, se refiere a las tres Gobernaciones en la región y, al explicar la segunda, afirma: “La segunda gobernación no es menor que la primera ni menos rica, antes se tiene noticia de más gentes y mayores riquezas, porque empieza desde la boca del Río de la Plata a la mano izquierda, como imo de España, desde el cabo Blanco hasta las Siete Corrientes que es donde se dividen y apartan los ríos que dan el nombre al Río de la Plata, que se llama el Paraná y el Paraguay…”
Fue Ramón Contreras el defensor más lúcido de esta interpretación y explica que esa pequeña región del Paraná, recibe a su derecha por la parte del Chaco los cuatro pequeños ríos llamados Negro, Tragadero, Yné (río Hediondo), otro más que le sigue al N.E. y los dos brazos principales del río Paraguay llamados río Ancho uno, y el otro Paraguay propiamente. 
Estas corrientes que descargan sus aguas por seis bocas en la del Paraná, con la de éste, forman “siete corrientes”.

## Misiones Jesuíticas
Numerosas misiones jesuíticas se instalaron en el noreste de la provincia, donde desarrollaron una intensa y peculiar labor evangelizadora. Esto fue el verdadero catalizador de la sociedad guaraní correntina, ya que la alianza de sus dirigentes políticos (los mburuvicha guazu) con la Compañía de Jesús les granjeó la protección temporal de la Corona de España frente a las presiones de los hacendados coloniales, interesados en someterlos a un régimen de encomiendas, y los saqueos de los bandeirantes brasileños. 
Durante todo el período en que se desarrollaron las Misiones Guaraníticas, la población de las ciudades de Corrientes y Asunción consideró que la existencia de esas misiones era un despojo de sus derechos territoriales. Por otro lado, la existencia de las misiones privaba a los habitantes de las ciudades de la mano de obra servil de los indígenas guaraníes. Estas situaciones llevaron a una rivalidad que llevó repetidas veces al conflicto con las misiones, tanto antes como después de la expulsión de los jesuitas.
La población guaranítica dio lugar a buena parte del tejido social que fue la base para la organización de la provincia actual. De hecho, la expulsión de los jesuitas provocó el despoblamiento del territorio de Misiones, cuya población migró en buena medida al interior de la provincia de Corrientes. No toda la población de las Misiones tuvo ese destino, ya que una parte emigró a Uruguay, y otra, mayormente los habitantes de las Misiones Orientales, que caería eventualmente en manos de los brasileños, se incorporó a la población de ese país.
Cuando, por Cédula Real del 16 de diciembre de 1617, la gobernación inicialmente asignada a Pedro de Mendoza fue dividida en dos, la Ciudad de San Juan de Vera de las Siete Corrientes, quedó, junto con otras, en jurisdicción de la Gobernación del Río de la Plata.

## Corrientes en elsigloXVIII

### Revolución de los Comuneros correntinos de 1763 y 1766
En 1762, milicias correntinas se movilizaron por orden del Gobernador de Buenos Aires para abrir un camino entre Corrientes y Tucumán. Estas tareas serían costeadas por la población correntina, lo que causó indignación popular e inmediata reacción contra la orden. El gobernador dispuso que Corrientes enviara otros doscientos hombres en reemplazo de los desertores. Pero en Corrientes se convocó a un Cabildo Abierto y este se negó a obedecer la orden en nombre del Común.
Con este término se quería expresar que el conjunto de voluntades individuales forman una voluntad común que es soberana y que está por encima de cualquier autoridad. Esta posición provenía del antiguo derecho español y había sido dejada en desuso por el absolutismo. Como el gobernador designó a un representante suyo para que impusiera sus órdenes, la casa de este último fue asaltada por los comuneros. La rebelión duró 6 meses y fue derrotada por las autoridades realistas; sin embargo, independientemente del resultado del alzamiento, los rebeldes sostenían que si las decisiones de las autoridades se oponían a los intereses de la población, esta no tenía por qué obedecer.

### Intendencia de Corrientes
La Real Ordenanza de Intendentes del 28 de enero de 1782, que modificó la organización administrativa del Virreinato del Río de la Plata creando las Gobernaciones Intendencias, hizo que Corrientes quedara asignada a la de Buenos Aires.
En el siglo XVIII, los conflictos entre los naturales de Corrientes y la gobernación de Buenos Aires, de la que dependían, fueron intensos; se debieron principalmente a la negativa a prestar servicio militar contra los habitantes de otras zonas o los nativos. En 1732 una sublevación comunera se alzó contra el gobernador Bruno Mauricio de Zavala, tomando el bando de los comuneros de Asunción; fue duramente reprimida por tropas enviadas desde la capital. 30 años más tarde, el gobernador Pedro de Ceballos se encontraría con una situación similar, provocada por la orden de reclutar milicias para abrir un Camino Real hacia el Tucumán.
Las represalias del gobierno central incluyeron el traslado al río Uruguay del transporte comercial que se desarrollaba en el Paraná, lo que fue un duro golpe a la economía local, basada en la construcción naval —proveyendo de carpintería naval a todo el Virreinato— y los tejidos destinados al autoabastecimento y la provisión de los mercados vecinos. Sumada en 1782 a la Intendencia de Buenos Aires, organizó finalmente un cuerpo propio de milicias, la Compañía de Cazadores Correntinos, que durante las invasiones inglesas de comienzos del siglo XIX colaboraron en la defensa de Buenos Aires bajo el mando de Juan José Fernández Blanco. 

### Nace el Libertador San Martín

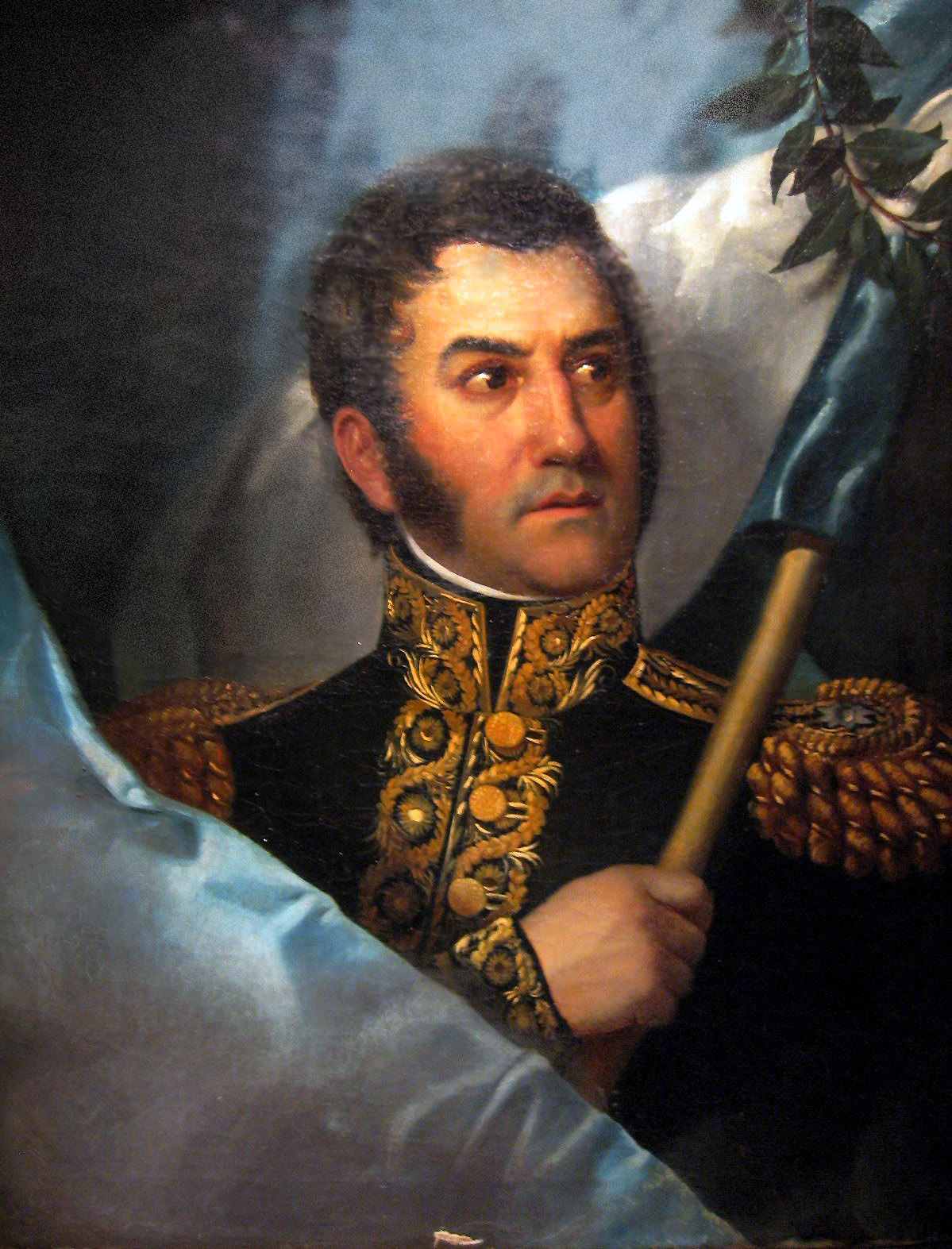
El Libertador José de San Martín, nacido en el actual territorio correntino.

El general José de San Martín, nació en la Reducción de Yapeyú ubicada en la actual provincia de Corrientes, pero al momento de su nacimiento formaba parte del territorio de la Gobernación de las Misiones Guaraníes, donde se conservan las ruinas de su casa natal y un museo en su memoria. También el sargento Juan Bautista Cabral, de quien la leyenda afirma que en el Combate de San Lorenzo dio su vida por el general San Martín, era correntino; Cabral nació en un pueblo llamado Saladas, ubicado a 110 km al sudeste de la capital.

## La Revolución de Mayo
La ciudad de Corrientes, dotada ya de clara identidad para la época de la independencia argentina, ya como provincia se alió con los criollos y españoles de Buenos Aires, pasando a formar parte de la alianza de provincias que formarían posteriormente la República Argentina. El 16 de junio de 1810 llegó a Corrientes el mensajero con la noticia de la Revolución de Mayo, a la que el pueblo correntino adhirió decididamente eligiendo el 22 de junio a José Simón García de Cossio como primer diputado en la Junta de Buenos Aires. 
El 15 de septiembre de 1810, desde Misiones, El gobernador de la Provincia del Paraguay Velasco ordenó al comandante Pedro Gracia enviar una flotilla naval a rescatar los buques destinados al Paraguay que se hallaban retenidos en Corrientes, además de ocupar la región entre los ríos Tebicuary, Paraguay y Paraná y los esteros que formaban el límite occidental de las Misiones en el sur de la Provincia del Paraguay hasta el río Paraná.
El territorio en litigio forma hoy la mayor parte del Departamento de Ñeembucú y era entonces objeto de un litigio entre la Intendencia del Paraguay y la Tenencia de Gobierno de Corrientes. En el norte de esa región existía desde 1779 el pueblo de Pilar, erigido como villa en 1792. En el sur de esa zona estaban establecidos varios hacendados radicados en la ciudad de Corrientes. Esta había establecido guardias militares en el paso de Itatí, Curupayty, Lomas de Pedro González y Paso del Rey.
Por orden de Gracia, el teniente Fulgencio Yegros ocupó con milicianos sin sueldo la Guardia de Curupayty y luego los pasos del río Paraná, desalojando a los correntinos.
La flotilla al mando del comandante José Antonio Zavala estaba formada por 3 barcos mercantiles artillados y una cañonera, llevando embarcados más de 160 hombres de tropa y su oficialidad. Partió el 21 de septiembre de 1810 y regresó el 10 de octubre con 8 barcos que halló fondeados a una legua al sur de Corrientes. La misión fue cumplida sin uso de violencia, a pesar de que fue divisada desde la ciudad.
Poco después eran recibidas las escasas tropas libertadoras al mando del general Manuel Belgrano pasando a revistar voluntariamente en ellas muchos jóvenes correntinos.
Durante el período que siguió a la Revolución, la provincia estuvo gobernada por el coronel Elías Galván y otros militares, el último de los cuales fue el coronel José León Domínguez.

## Corrientes y el federalismo artiguista
Durante los primeros meses del año 1814, las localidades del sur de la provincia fueron crecientemente influenciadas por la prédica de los federales dirigidos por José Artigas, partidarios del autogobierno de cada territorio, en respuesta al centralismo del gobierno nacional. Cuando la prédica artiguista logró arraigar en la capital de la provincia, el gobernador decidió abandonarla, teniendo en cuenta que toda la vecina provincia de Entre Ríos estaba ya en manos de los federales.
Pero en la mañana del 11 de marzo, una revolución organizada por un hasta entonces desconocido oficial de milicias, Juan Bautista Méndez, tomó prisionero al gobernador y declaró el derecho de la provincia a darse su propio gobierno. Un cabildo abierto reunido en la capital eligió a Méndez como gobernador de la provincia. El 20 de abril de ese año, el Cabildo declaraba la independencia de la provincia bajo el sistema federativo reconociendo al general Artigas como Protector de los Pueblos Libres.
Establecida ya como una provincia autónoma de hecho, el director Supremo del Estado Gervasio Antonio de Posadas, por decreto del 10 de septiembre de 1814, dispuso formar las provincias de Entre Ríos y de Corrientes — esta también con los pueblos de Misiones incluyendo parte del actual Brasil — separándolas de la Gobernación Intendencia de Buenos Aires y fijando sus respectivas jurisdicciones.

Artículo 1: (…) Los límites de esta provincia serán: al norte la línea que entre los ríos Paraná y Uruguay, forma el río Corrientes en su confluencia con aquél hasta la del arroyo Aguarachi, y este mismo arroyo con el Curuzucuatiá, hasta su confluencia con el Miriñay, en las inmediaciones del Uruguay, (...)

Artículo 2: La ciudad de Corrientes y los pueblos de Misiones con sus jurisdicciones respectivas, formarán desde hoy en adelante una Provincia del Estado, con la denominación de Provincia de Corrientes. Sus límites serán al norte y oeste, el río Paraná hasta la línea divisoria de los dominios portugueses, al este el río Uruguay y al sud la misma línea que se ha designado como límite (…) con la Provincia de Entre Ríos.

Artículo 4: La villa de Concepción del Uruguay, será la capital de la Provincia de Entre Ríos; y la ciudad de Corrientes, la de la Provincia del mismo nombre (…)

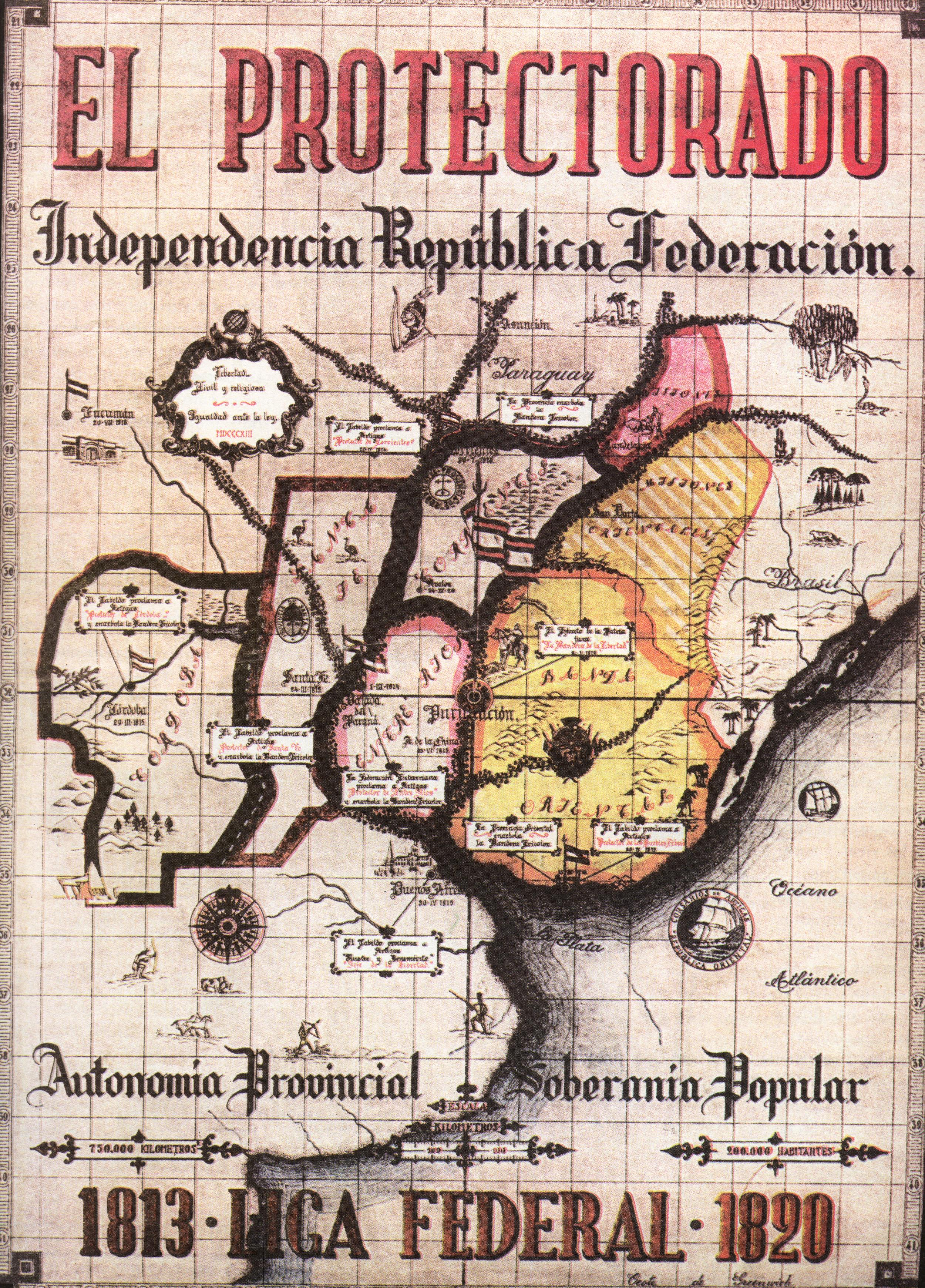
El Protectorado Artigas - Liga Federal

Véase el texto completo en: s:Decreto de creación de las provincias de Corrientes y de Entre Ríos
Corrientes tomó partido por el bando artiguista en las luchas intestinas que siguieron y formó parte de la Liga de los Pueblos Libres encabezada por éste; representantes correntinos participaron del Congreso de Oriente de 1815, en que las provincias de la Banda Oriental, Córdoba, Corrientes, Entre Ríos, Misiones y Santa Fe se declararon independientes de España y de toda otra potencia extranjera. 
Entre 1818 y 1819, el gobierno de la provincia estuvo a cargo de Andrés Guazurary, lugarteniente de Artigas; rechazado de plano por el patriciado local por su origen guaraní, Guazurary fue sin embargo un gobernador prudente e ilustrado. A la derrota de Artigas, el gobierno provincial quedó en manos del Supremo Entrerriano, Francisco Ramírez, que poco después proclamaría la República de Entre Ríos, que comprendía también el territorio correntino. 
El 19 de septiembre de 1820 Ramírez fue nombrado gobernador de Corrientes, a la vez que lo era de Entre Ríos. Retuvo el cargo hasta el 15 de marzo de 1821, cuando asumió Evaristo Carriego como comandante del Departamento de Corrientes. Durante su período se fundaron no menos de 12 escuelas y se realizó el primer censo de la época postcolonial. Muerto en julio de 1821 Ramírez por sus desavenencias con el santafesino Estanislao López, que se alió con el directorio porteño contra éste, una sublevación depuso a Carriego.

## La autonomía provincial definitiva
El 12 de octubre de 1821 un Cabildo abierto nombra gobernador interino a Ramón de Atienza, quien convocó a un nuevo Congreso Provincial. Atienza intentó incorporar los territorios misioneros a su jurisdicción, obteniendo respuesta favorable del comandante Félix de Aguirre. El área al norte del río Aguapey comandada por Nicolás Aripí, se negó a incorporarse a Corrientes y fue ocupada por tropas paraguayas en diciembre de 1821 que destruyeron totalmente los pueblos misioneros. El Congreso Provincial de Corrientes en su ley N° 2, llevó el límite provincial hasta el río Guayquiraró, reincorporando Esquina y Curuzú Cuatiá. Dictó además el 11 de diciembre de 1821 el Reglamento Provisorio, primera Constitución correntina. El congreso estuvo integrado por 13 diputados de la ciudad de Corrientes y de las Ensenadas, de los pueblos indios de Guácaras e Itatí, de los partidos de Galarzas y Palmar y de Empedrado y de los pueblos y partidos de Caá Caty, San Roque, Goya, Yaguareté Corá, Curuzú Cuatiá y Esquina.
El Congreso Provincial nombró gobernador a Juan José Fernández Blanco a fines de ese año.
El Tratado del Cuadrilátero firmado el 25 de enero de 1822 entre las provincias de Buenos Aires, Santa Fe, Entre Ríos y Corrientes, reconoció la autonomía de Misiones, que quedó en libertad de solicitar la protección de alguna de las provincias firmantes. Los límites con Corrientes fueron fijados por este tratado en el río Miriñay y la Tranquera de Loreto.
Tras Fernández Blanco ocuparía el sillón del gobierno provincial una de sus figuras más decisivas, el brigadier general Pedro Ferré. Ferré aseguraría la región oriental de la provincia, en anarquía por el conflicto con los brasileños, que había llegado a las armas, con lo que dio forma definitiva al territorio provincial; firmaría también la paz con los caciques chaqueños, dando fin al sistema de reducciones y fomentaría la economía de la región.

## Las guerras civiles argentinas

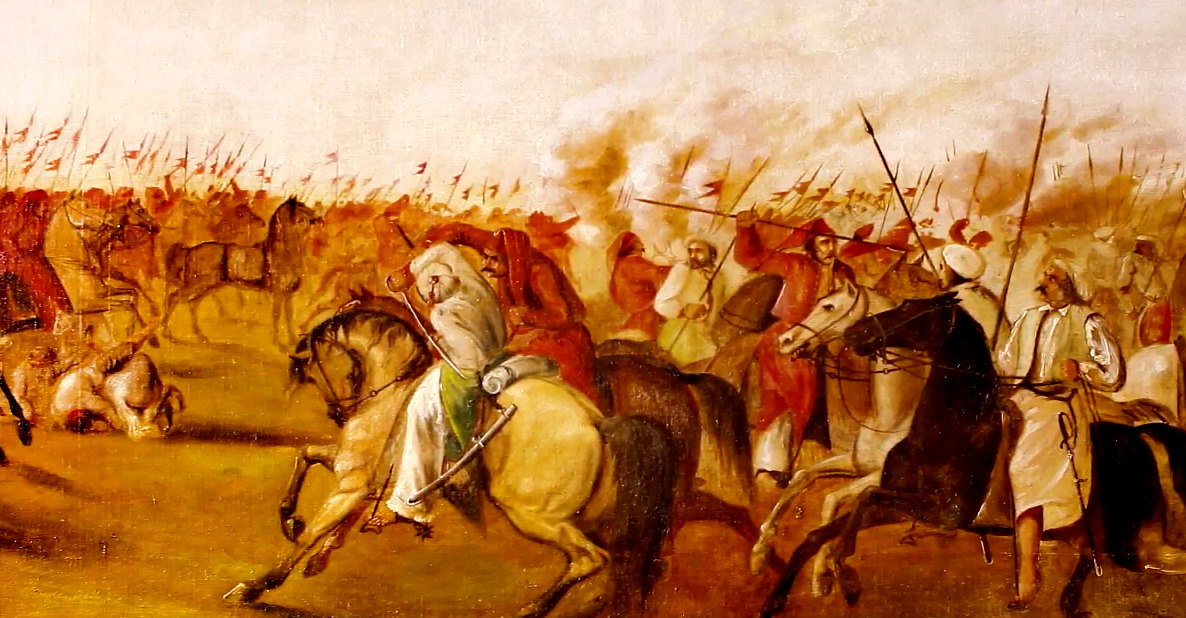
Combate de Pago Largo de Juan Manuel Blanes.

Su relación con Buenos Aires, gobernada ya por Juan Manuel de Rosas, sería conflictiva; el centralismo porteño, no menor en la etapa federal que durante el precedente Directorio, llevaría a que en 1839 el gobernador Genaro Berón de Astrada se aliase al expresidente uruguayo Fructuoso Rivera y a los unitarios de Montevideo en contra de Rosas.
Cinco ejércitos correntino participaron en campañas militares en contra de Rosas, el primero fue derrotado en la Batalla de Pago Largo, el segundo en la de Quebracho Herrado y en la de Famaillá, el tercero en la Batalla de Arroyo Grande, el cuarto en la Batalla de Vences. El quinto y último formó parte del Ejército Grande que derrotó a Rosas en la Batalla de Caseros.
El 31 de julio de 1841, el gobernador Pedro Ferré firmó un tratado con el Paraguay por el cual se reconocía como perteneciente a ese estado San José de la Rinconada, Candelaria, Santa Ana, Loreto, San Ignacio, Corpus y San José hasta la Tranquera de Loreto y San Carlos, Apóstoles, Mártires y los otros pueblos que están en la costa de río Uruguay. Sin embargo, tal tratado no fue aceptado por ningún gobierno nacional argentino.

## La organización constitucional

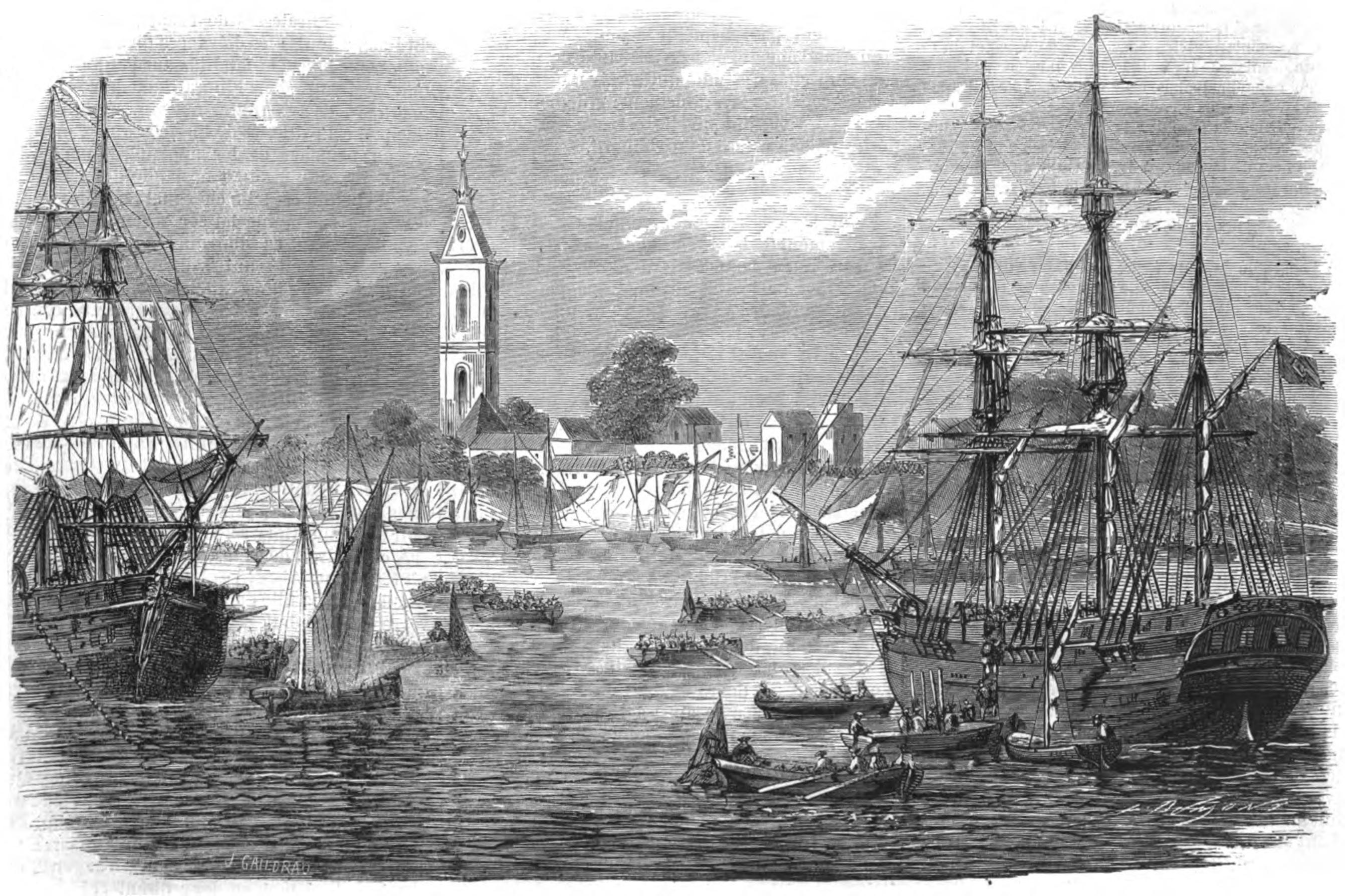
Llegada de los refuerzos brasileños á la ciudad de Corrientes (Paraná) para el ejército de operaciones (J. Gaildrau, L'Illustration, 1866).

Casi inmediatamente después de la batalla de Caseros, una revolución derribó al gobernador Benjamín Virasoro, ausente en Buenos Aires, reemplazándolo por Juan Gregorio Pujol. Éste gobernó la provincia por casi diez años, manteniéndose en un punto intermedio entre la Confederación Argentina, a la que legalmente pertenecía y cuya Constitución había hecho jurar, y el rebelde Estado de Buenos Aires.
Después de la muerte de Pujol, la provincia fue gobernada por el cura José María Rolón, un federal que fue depuesto poco después de la batalla de Pavón, en 1861.
Durante la Guerra de la Triple Alianza la capital de la provincia y parte de su territorio fue invadido por tropas paraguayas. El rechazo de las dos columnas paraguayas dio inicio a la Guerra del Paraguay; las tropas argentinas, y en gran parte también las brasileñas, operaron durante esa guerra desde el territorio de Corrientes, tanto antes como después de la invasión del territorio paraguayo.

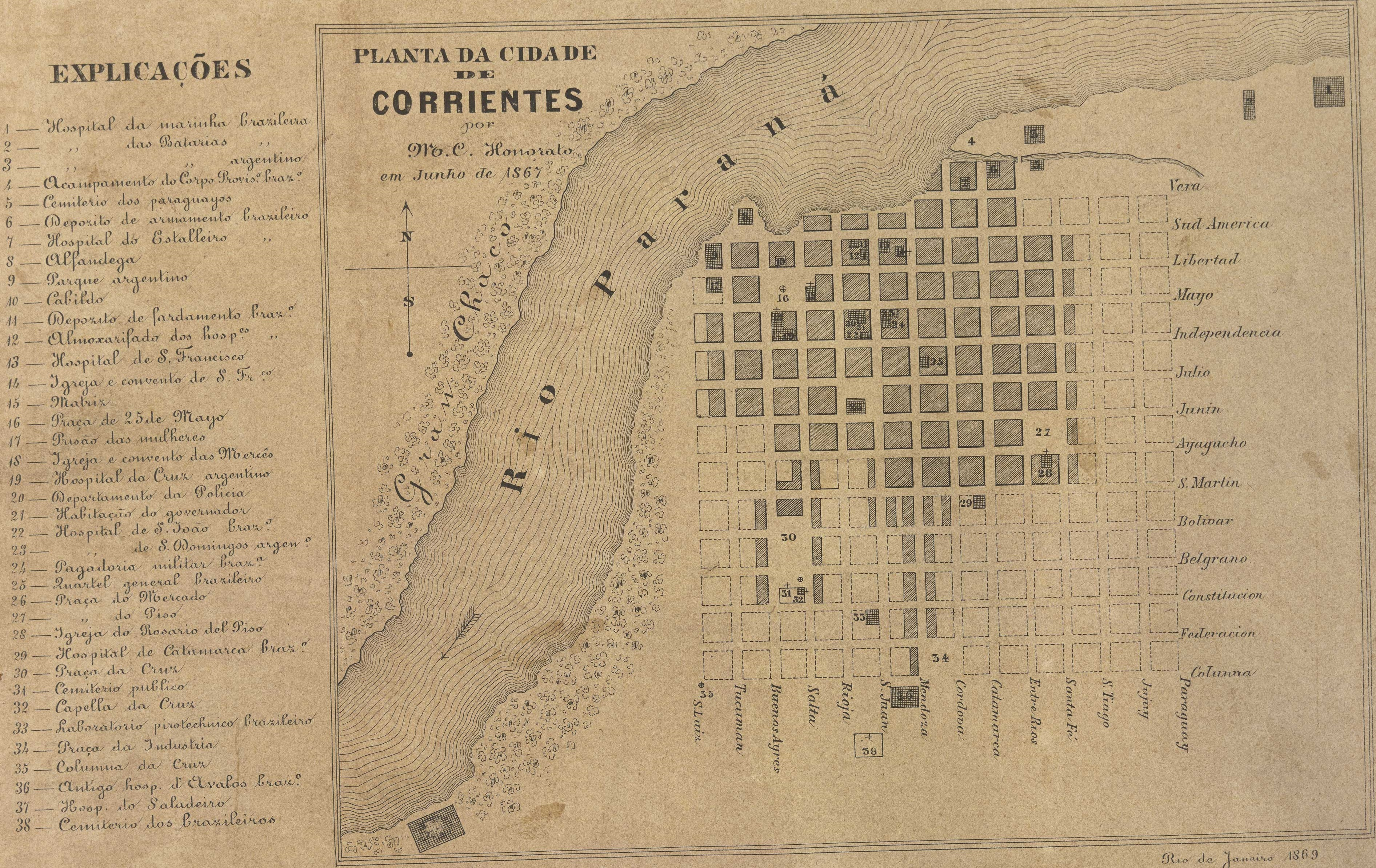
Planta de la ciudad de Corrientes (1867).

El gobernador Evaristo López, autonomista (ex federal), fue derrocado por los líderes del partido liberal con apoyo del gobierno del presidente Bartolomé Mitre. Cuando el general Nicanor Cáceres intentó devolver el gobierno a Evaristo López, el presidente Mitre lanzó una parte del ejército que hacía la campaña en el Paraguay contra él, las tropas que regresaron del Paraguay con dicho cometido determinaron la derrota del alzamiento.
Los enfrentamientos entre autonomistas y liberales continuaron durante dos décadas más, incluyendo importantes enfrentamientos militares: en 1872, una revolución autonomista derrocó a los liberales; tres años más tarde, los liberales se levantaron contra el gobierno autonomista, aunque fracasaron. En 1878, en cambio, los liberales tuvieron éxito en una nueva revolución, conservando el poder hasta la revolución de 1880, tras la cual fueron desplazados del poder. Aunque las guerras civiles argentinas pueden darse por terminadas en esa fecha, en la provincia de Corrientes hubo esporádicos enfrentamientos en la década siguiente.
Las revoluciones radicales de fines del siglo y principios del siguiente también tuvieron su correlato en Corrientes, donde volvieron a verse campañas militares típicas de una guerra civil. Aún en fecha tan tardía como 1933, una breve revolución radical liderada por el general Gregorio Pomar llegó a tomar algunas localidades del este correntino.

## ElsigloXX
Durante casi todo el siglo XX, el gobierno de la provincia estuvo en manos del Partido Autonomista y el Liberal. En las elecciones de 1946 triunfó por primera vez la Unión Cívica Radical, y llamó la atención que Corrientes fuera la única provincia en que el peronismo fue derrotado. Dos años más tarde, el presidente Perón intervino el gobierno provincial de Blas Benjamín de la Vega. El siguiente gobernador fue el general Juan Filomeno Velazco, amigo personal de Perón.
Tras la caída de Perón, los partidos Autonomista y Liberal sellaron una alianza entre ellos, logrando sucesivas victorias a través del Pacto Autonomista Liberal, que le dieron cuatro gobernadores.
Por el Convenio Interprovincial firmado en Buenos Aires, el 18 de julio de 1978, las provincias del Chaco y de Corrientes solucionaron el diferendo por la posesión de islas en el Río Paraná, definiendo completamente sus fronteras.
Corrientes continuó siendo una anomalía en el sistema de partidos hegemónicos de la Argentina, incluso tras la disolución del Pacto: fue gobernada por el Partido Nuevo (provincial) y por dos gobernadores radicales, coincidentemente con en el momento en que el Partido Justicialista lograba una amplia mayoría entre los gobiernos provinciales. Desde diciembre de 2011, el gobernador Ricardo Colombi es el único gobernador radical del país; fue reelegido en 2013.